# Маријане фон Верефкин
Маријане фон Верефкин (рус. Марианна Владимировна Веревкина; Тула, 10. септембар 1860 — Аскона, 6. фебруар 1938) је била руско-швајцарска сликарка. Припадала је уметничком правцу експресионизам.

## Биографија
Сликарству се учила на приватним часовима код чувеног руског сликара Иље Рјепина, почев од 1880. Током лова 1888. несрећним случајем погођена је у десну, сликарску, руку. Алексеја Јавленског је упознала 1892. Он је одлучио да постане њен ментор, тако да су 1896. заједно отишли у Минхен.
Своја прва експресионистичка дела израдила је 1907. По стилу, њена дела су слична делима Пола Гогена, а по мотивима су блиска мотивима Едварда Мунка.
У Минхену је 1909. основано Ново уметничко удружење коме се придружују Јавленски и Фон Верефкин. Касније ће 1912. заједно прећи у уметничку групу Плави јахач.
По избијању Првог светског рата, Јавленски и Фон Верефкин се селе у Швајцарску, у близину Женеве. До 1918. су се растали, тако да је прешла да живи у место Аскона. Ту је основала уметничку групу и бавила се израдом постера.